# Idarnes micheneri
Idarnes micheneri är en stekelart som beskrevs av Gordh 1975. Idarnes micheneri ingår i släktet Idarnes och familjen fikonsteklar.
Artens utbredningsområde är Costa Rica. Inga underarter finns listade i Catalogue of Life.